# Данильчук Іван
Іван Данильчук (1901 — 28 травня 1942) — український поет, громадський діяч, редактор, педагог, перекладач у Канаді.

## З біографії
Народився 1901 р. поблизу Канори в Саскачевані. Дитячі роки минали на фермі. Навчався в Інституті ім. Петра Могили (Саскатун), студіював у Саскачеванському університеті. У студентські роки був одним із редакторів журналу «Каменярі». Учителював, був заступником ректора Інституту ім. Петра Могили. У 1941 р. переїхав до Вінніпега, редагував журнал «Canadian Ukrainiane Reviu». Помер 28 травня 1942 р.

## Творчість
Автор збірки віршів «Світає день» (1929), драматичного твору «Сумківці» (1941), оповідань «Лише
на спробу», «Сон дійсності», «Діточий похід» та ін.
- Данильчук І. Вірші // Хрестоматія з української літератури в Канаді. — Едмонтон, 2000. — С. 21.
- Данильчук І. Світає день. — Вінніпег, 1929.